# Orabazes II.

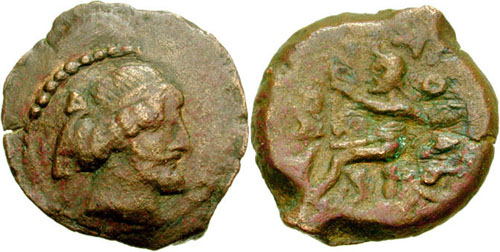
Münze des Orabazes II.

Orabazes II. (regierte ca. 150/51 bis 165 n. Chr.) war ein König der Charakene.
Orabazes II. ist nur von seinen Münzen bekannt. Die Schreibung des Herrschernamens variiert auf ihnen, überhaupt sind seine Münzlegenden teilweise korrupt. Es kommen zum ersten Mal bei einem Herrscher der Charakene auch aramäische Legenden auf.  Es sind bisher nur zwei Münzen bekannt, die eine lesbare Datierung tragen (ein Datum zwischen 151/2 bis 155/6 und 156/7 n. Chr.). Das Bild des Herrschers folgt eher hellenistischen denn parthischen Vorbildern.